# Tokunbo

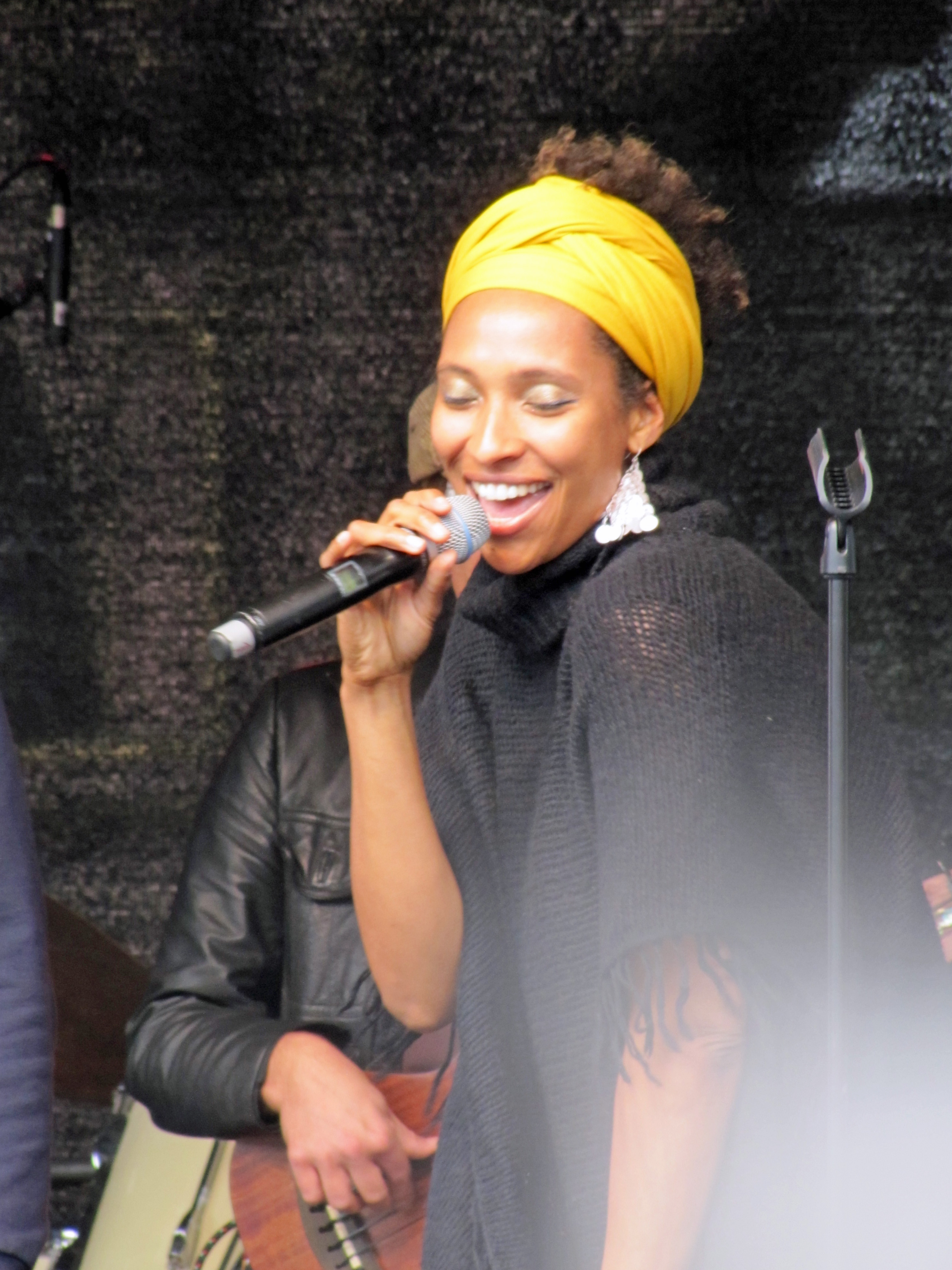
Tokunbo Akinro mit Tok Tok Tok, 2012

Tokunbo, eigentlich Tokunbo Akinro, ist eine deutsch-nigerianische Soul-, Jazz- und Pop-Sängerin und Singer-Songwriterin.

## Leben
Tokunbo ist die Tochter eines Nigerianers und einer Deutschen und lebte bis zum Alter von zehn Jahren in Nigeria, danach in Deutschland. Als Jugendliche verbrachte sie mit Youth For Understanding ein Austauschjahr in den USA. Von 1998 bis 2013 war sie die Sängerin der Soul-Akustik-Band Tok Tok Tok, die dreizehn Alben veröffentlichte und fünf German Jazz Awards erhielt. Danach begann sie eine Solo-Karriere. Ihre Musik bezeichnet sie als Folk-Noir.
Ihr Debütalbum Queendom Come erschien 2014, und 2018 folgte ihr zweites Album The Swan (Yoruba Girl/Soulfood), das sie teilweise mit Crowdfunding finanzierte und an dem sie zwei Jahre arbeitete. Beteiligt waren auch Ulrich Rode (Gitarre, Keyboards), Christian Flohr (Bass), Matthias „Maze“ Meusel (Schlagzeug, Percussion) und Anne de Wolff (Streicher, Posaune, Vibraphon, Akkordeon).
Sie unterrichtet Gesang an der Musikhochschule Hannover.